# Kanalhafen Magdeburg

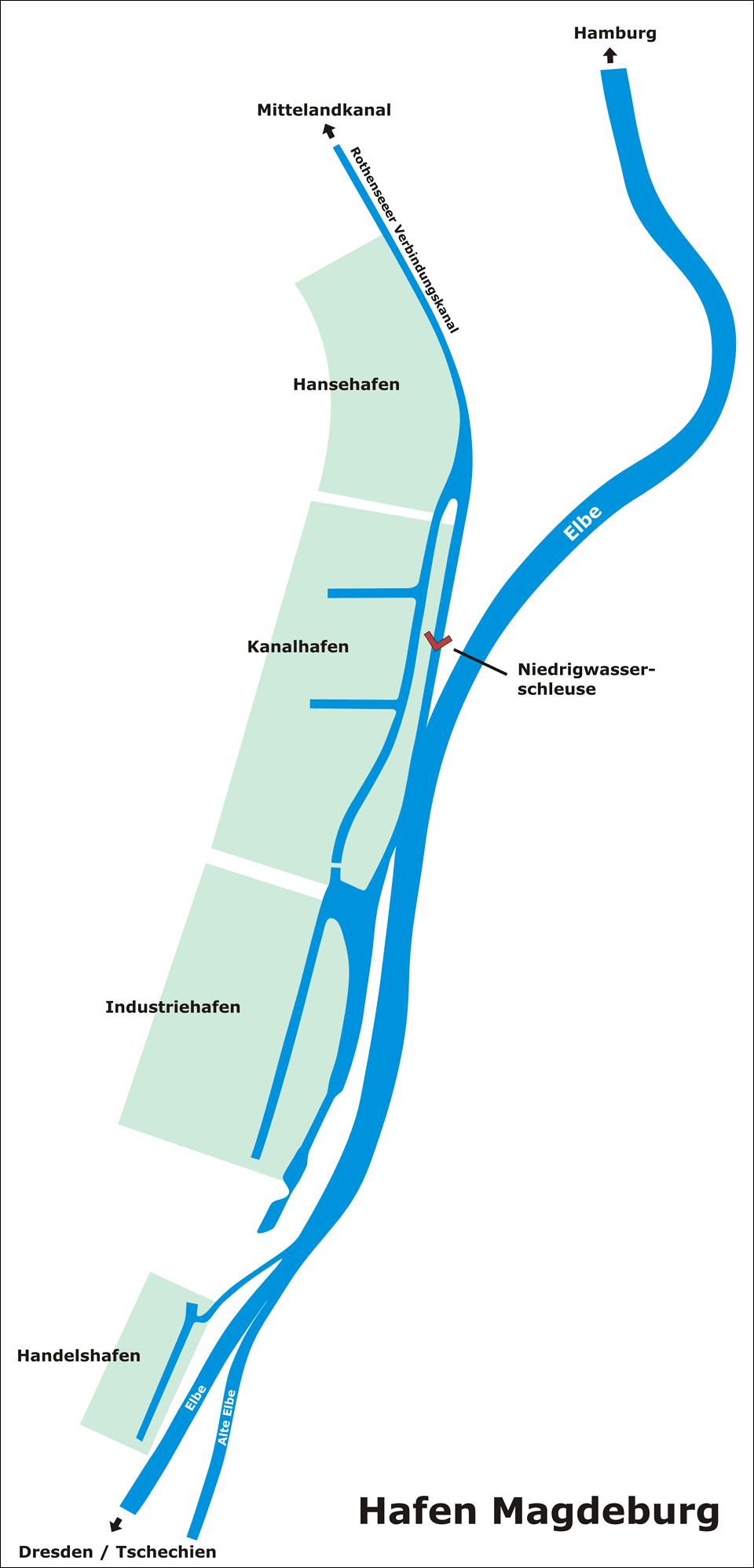
Im mittleren Bereich: der Kanalhafen

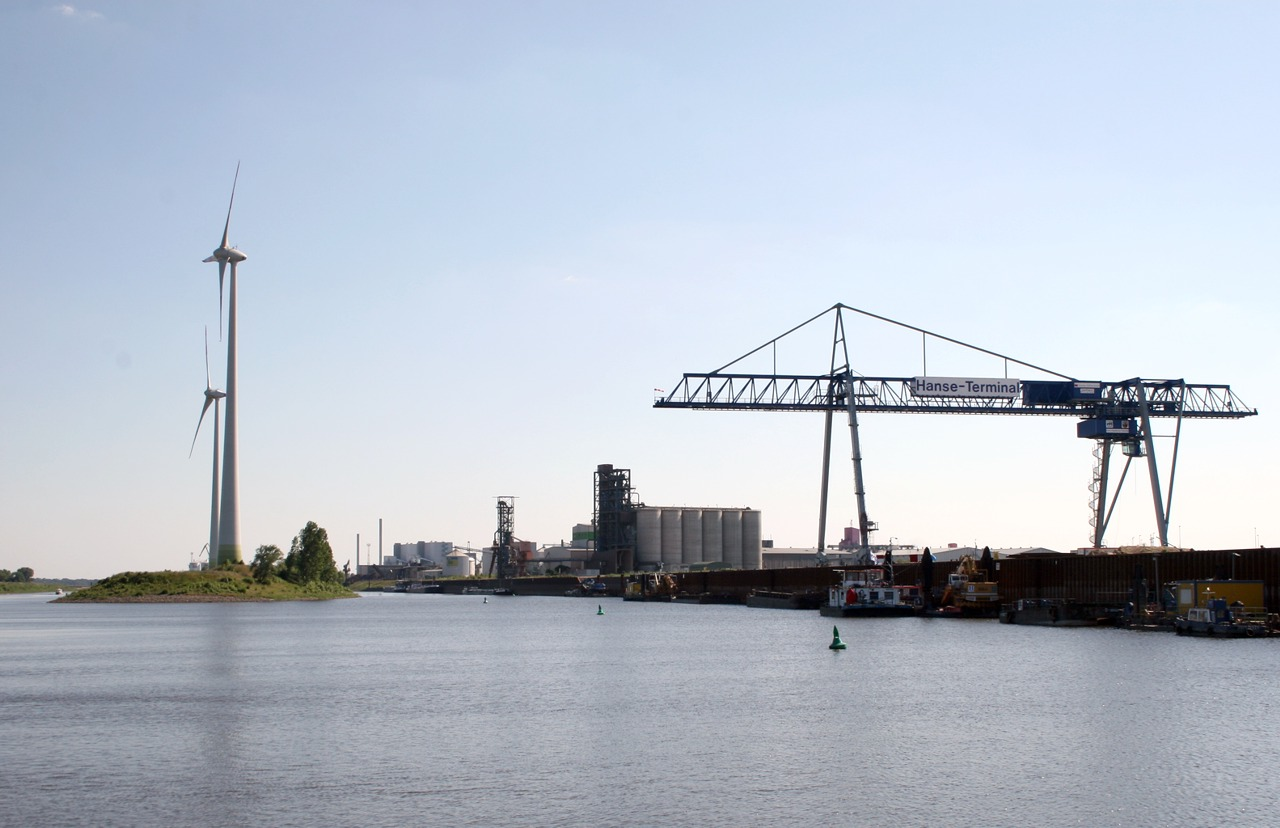
Hanse- und Kanalhafen

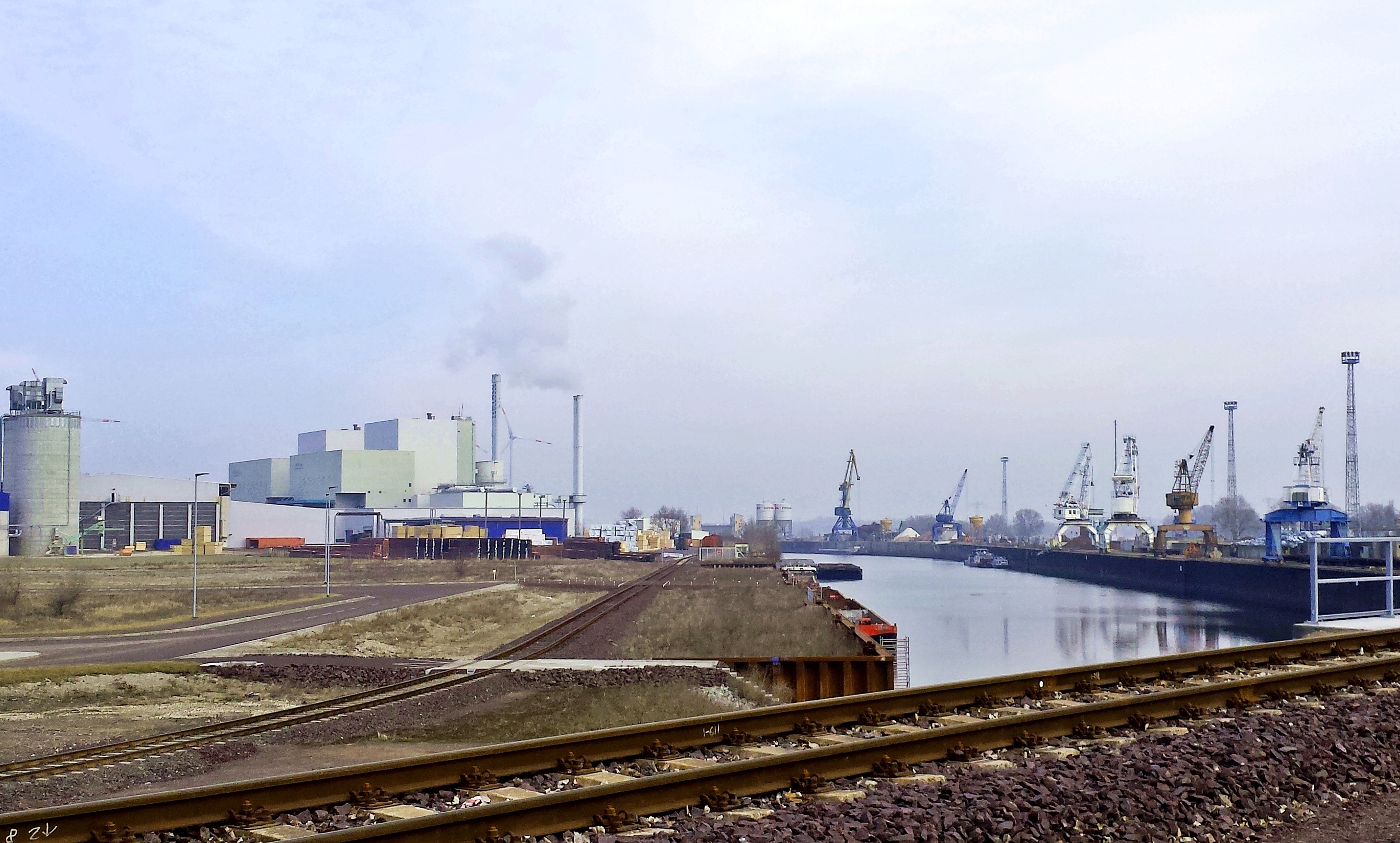
Kanalhafen mit Müllheizkraftwerk Magdeburg-Rothensee

Der Kanalhafen Magdeburg ist einer der vier Magdeburger Häfen.
Er befindet sich im Magdeburger Stadtteil Gewerbegebiet Nord und ist mit rund 80 Hektar Fläche der größte Hafen Magdeburgs.
Der Kanalhafen besteht aus dem Hafenbecken I mit dem Terminal Zweigkanal und dem Hafenbecken II. Das Hafenbecken I hat einen rund 300 m langen Kai, Hafenbecken II einen rund 1260 m langen. Beide zusammen verfügen über 45.000 m² befestigte Freilagerflächen und 40.000 m² unbefestigte Freilagerflächen.
Der größte Teil des Gesamtumschlages des Magdeburger Hafens wird am Kanalhafen abgewickelt. Jährlich werden zirka 1 Million Tonnen Erdöl umgeschlagen. Weitere Umschlaggüter sind Massen- und Schuttgüter, Stückgut, Getreide, Futtermittel, Dünger und diverse Metalle sowie Biodiesel. Dafür verfügt der Kanalhafen über mehrere Vollportal-Wippdrehkräne.
Ein rund 100 m breiter, aufgeschütteter Trennungsdamm trennt die Hafenbecken von der Stromelbe und dem Rothenseer Verbindungskanal zum Wasserstraßenkreuz Magdeburg.
Am Trennungsdamm befindet sich das Terminal Trennungsdamm mit einer Kailänge von 4.570 m. Außerdem befinden sich 16.500 m² befestigte Freilagerflächen und 2.480 m² gedeckte Lagerflächen.
Durch die neugebaute Niedrigwasserschleuse Magdeburg ist gewährleistet, dass auch bei Niedrigwasser auf der Elbe in den Hafenbecken des Kanalhafens ein für die Schifffahrt ausreichender Wasserstand herrscht, so dass der Hafen Magdeburg auch bei Niedrigwasser vom Mittellandkanal aus durch normal beladene Schiffe angelaufen werden kann.